# Albert J. Cohen
Albert J. Cohen est un producteur et scénariste américain né le 30 juin 1903 à Baltimore, dans le Maryland (États-Unis) et décédé le 4 octobre 1984 à Woodland Hills, en Californie.

## Filmographie

### Comme producteur
- 1940 : Who Killed Aunt Maggie?
- 1941 : Rookies on Parade (en)
- 1941 : Angels with Broken Wings (en)
- 1941 : Puddin' Head (en) de Joseph Santley
- 1941 : Doctors Don't Tell
- 1941 : Sailors on Leave
- 1941 : The Devil Pays Off
- 1942 : Lady for a Night
- 1942 : Pardon My Stripes
- 1942 : Sleepytime Gal
- 1942 : Remember Pearl Harbor
- 1942 : Youth on Parade
- 1943 : Hit Parade of 1943
- 1943 : Chatterbox
- 1943 : Thumbs Up (en) de Joseph Santley
- 1943 : Sleepy Lagoon
- 1944 : Casanova in Burlesque
- 1944 : Alerte aux marines (The Fighting Seabees)
- 1944 : Man from Frisco
- 1944 : Atlantic City
- 1945 : Earl Carroll Vanities
- 1946 : The Walls Came Tumbling Down (en)
- 1948 : L'Île inconnue (Unknown Island), de Jack Bernhard
- 1950 : Femmes sauvages (Prehistoric Women)
- 1951 : The Lady Pays Off
- 1952 : Le Traître du Texas (Horizons West), de Budd Boetticher
- 1952 : Because of You
- 1953 : Meet Me at the Fair
- 1953 : Filles dans la nuit (Girls in the Night) de Jack Arnold
- 1953 : La Cité sous la mer (City Beneath the Sea)
- 1953 : L'aventure est à l'ouest (The Great Sioux Uprising)
- 1953 : À l'est de Sumatra (East of Sumatra)
- 1953 : Le Prince de Bagdad (The Veils of Bagdad)
- 1953 : Le Crime de la semaine (The Glass Web)
- 1954 : Les Rebelles (Border River)
- 1954 : Fille de plaisir (Playgirl)
- 1954 : Tanganyika
- 1954 : Le Signe du païen (Sign of the Pagan)
- 1955 : So This Is Paris
- 1955 : Grève d'amour (The Second Greatest Sex)
- 1956 : Ne dites jamais adieu (Never Say Goodbye)
- 1956 : Faux-monnayeurs (Outside the Law)
- 1957 : Istanbul
- 1957 : The Night Runner de Abner Biberman
- 1959 : Island of Lost Women
- 1965 : The Naked Brigade (en) de Maury Dexter

### comme scénariste
- 1935 : A Night at the Ritz
- 1935 : Times Square Lady
- 1935 : King Solomon of Broadway
- 1948 : Vivons un peu (Let's Live a Little) de Richard Wallace
- 1951 : The Lady Pays Off
- 1965 : The Naked Brigade (en) de Maury Dexter